# Złodziejski trick
Złodziejski trick (ang. Thick as Thieves) – amerykański film kryminalny z 1998 roku w reżyserii Scotta Sandersa. Wyprodukowany przez Gigantic Pictures i Moonstone Entertainment. Film powstał na podstawie powieści Patricka Quinna pod tym samym tytułem.

## Opis fabuły
Złodziej Mackin (Alec Baldwin) słucha jazzu i opiekuje się chorym psem. Od czasu do czasu przeprowadza skok. Zostaje jednak zdradzony przez zleceniodawcę, Pointy'ego. W ostatniej chwili unika pułapki. Tymczasem ścigająca go policjantka zawiera układ z Pointym. Mackin postanawia się na nim zemścić.

## Obsada
- Alec Baldwin jako Mackin
- Andre Braugher jako Dink Reeves
- Michael Jai White jako Pointy Williams
- Rebecca De Mornay jako Louise Petrone
- Ricky Harris jako Rodney
- David Byrd jako Sal Capetti
- Bruce Greenwood jako Bo
- Richard Edson jako Danny
- Robert Miano jako Frank Riles
- Khandi Alexander jako Janet Hussein
- Janeane Garofalo jako Anne
- Jack McGee jako szef
- Nicole Pulliam jako Cassandra